# Concert du nouvel an 2007 à Vienne
Le concert du nouvel an 2007 de l'orchestre philharmonique de Vienne, qui a lieu le 1er janvier 2007, est le 67e concert du nouvel an donné au Musikverein, à Vienne, en Autriche. Il est dirigé pour la quatrième fois par le chef d'orchestre indien Zubin Mehta,  neuf ans après sa dernière apparition.
Six pièces sur les dix-huit au total sont jouées pour la première fois au concert du nouvel an.

## Programme

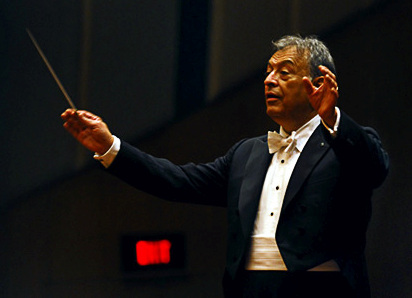
Le chef Zubin Mehta (en 2008)

Les pièces suivies d'un astérisque (*) sont jouées pour la première fois.

### Première partie
1. Johann Strauss II : Zivio!, marche, op. 456
2. Josef Strauss : Flattergeister, valse, op. 62*
3. Josef Strauss : Moulinet-Polka, polka française, op. 57
4. Josef Hellmesberger II : Elfenreigen, polka-mazurka, sans numéro d'opus *
5. Josef Strauss : Delirien-Walzer, valse, op. 212
6. Johann Strauss : Einzugs-Galopp, galop, op. 35*

### Deuxième partie
1. Johann Strauss II : ouverture de l'opérette Waldmeister
2. Josef Strauss : Irenen-Polka, polka, op. 113*
3. Johann Strauss II : Wo die Citronen blüh'n!, valse, op. 364
4. Eduard Strauss : Ohne Bremse, polka rapide, op. 238
5. Johann Strauss II : Stadt und Land, polka-mazurka, op. 322
6. Josef Strauss : Matrosen-Polka, polka, op. 52*
7. Josef Strauss : Dynamiden, valse, op. 173
8. Johann Strauss : Erinnerungen an Ernst ou Le Carnaval à Venise, fantaisie, op. 126*
9. Johann Strauss : Furioso-Galopp, galop, d'après des mélodies de Franz Liszt, op. 114

### Rappels
1. Josef Hellmesberger II : Leichtfüßig, polka rapide
2. Johann Strauss II : Le Beau Danube bleu, valse, op. 314
3. Johann Strauss : Marche de Radetzky, marche, op. 228